# Пуйл
Пуйл — князь Диведа в повестях Мабиногиона (валлийская мифология). Его женой была богиня Рианнон, которую он отбил у её жениха, Гуала. Ребёнок Пуйла и Рианнон пропал сразу после рождения и был найден через семь лет. Родители дали ему имя Придери — «забота».
Именем этого персонажа назван кратер Пуйл на спутнике Юпитера Европе.